# مثلث‌های حاده و منفرجه

مثلث حاده

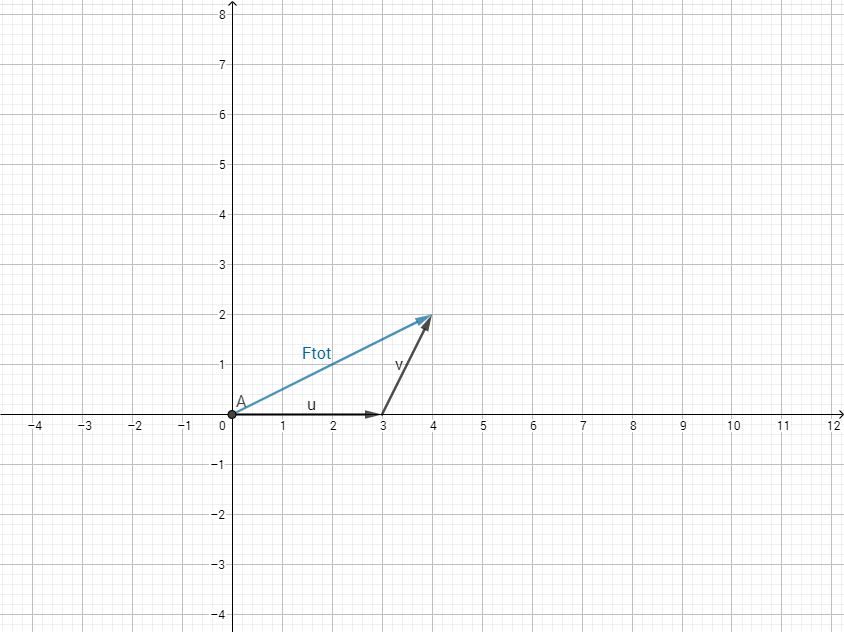
مثلث منفرجه

مثلث منفرجه (Obtuse) مثلثی است که یک زاویهٔ بیش از ۹۰ درجه داشته باشد.
مثلث حاده (Acute) مثلثی است که ۳ زاویه حاد یا تند (کمتر از ۹۰ درجه) داشته باشد.
هرگونه از مثلث متساوی‌الاضلاع به‌نوعی یک مثلث حادةالزاویه (دارای زاویه‌ی حاد) حساب می‌شود؛ زیرا دارای ۳ زاویه‌ی ۶۰ درجه‌ای است و °۶۰ هم از °۹۰ کمتر است.
مثلث منفرجه و حاده دو نوع مختلف مثلث‌های مورب هستند که بر خلاف مثلث قائم‌الزاویه فاقد زاویه ۹۰ درجه هستند.